# Вуд Бафало (национални парк)
Национални парк Вуд Бафало (енгл. Wood Buffalo National Park) је заштићено подручје у северозападној Алберти и на крајњем југу Северозападних територија у Канади. Са површином од 44.807 km² највећи је национални парк на територији Канаде. Он је по површини већи од Швајцарске, и други национални парк по величини на свету. Парк је основан 1922. године са циљем очувања највећег крда шумских бизона (Bison bison athabascae) у природном станишту на свету. Тренутно у парку обитава око 5.000 примерака ових животиња. Парк је познат и као једино подручје гнеждења америчких ждралова (Grus americana). Подручје гнеждења ових птица заштићено је рамсарском конвенцијом.
Парк обухвата подручје са надморским висинама између 183 метра на југоистоку до 945 m уз источне обронке планине Карибу на западу. Администрација парка смештена је у варошици Форт Смит у Севрозападним територијама, а мања одељења налазе се и у селу Форт Чипевајан у Алберти. У јужном делу парка налази се и једна од највећих унутрашњих слатководних делти Унутрашња делта Пис-Атабаска коју граде реке Пис и Атабаска западно од језера Атабаска. Највећи извори у Алберти (по запремини, са процењеном стопом испуштања од осам кубних метара у секунди), извори језера Неон, су лоцирани у сливу Џекфиш реке. У североисточном делу парка налазе се и бројне крашке вртаче.
Због биолошке разноврсности у делти али и због великог броја шумских бизона који се убрајају у угрожену врсту, Унеско је 1983. уврстио национални парк Вуд Бафало на листу светске баштине. Од животињских врста у парку обитавају још и значајније популације лосова, америчких црних медведа (Ursus americanus), вукова, рисова, мрких медведа, амерички бели зец (Lepus americanus), канадски ждрал (Grus canadensis), огрличасти тетреб (Bonasa umbellus) и најсевернија популација змија Thamnophis sirtalis. У парку је 2007. путем сателистких снимака откривена највећа даброва брана на свету дугачка око 850 m.
Дана 28. јуна 2013, Краљевско астрономско друштво Канаде је означило Буд Бафало национални парк као канадски најновији и највећи на свету област презервираног тамног неба. Организација Паркови Канаде сматра да ће ово означавање помоћи у очувању ноћне екологије велике популације шишмиша, ноћних соколова и сова у парку, као и да ће прижити могућност посетиоцима да доживе северна светла.

## Клима
У парку су лета врло кратка, али су дани дуги. Температуре се крећу између 10 и 30 °C (50,0 и 86,0 °F) током ове сезоне. У просеку, лета карактеришу топли и суви дани; у неким годинама може постојати образац хладних и влажних дана.  Средња највиша температура у јулу је 22,5 °C (72,5 °F), док је средња најнижа температура 9,5 °C (49,1 °F). Јесен обично има хладне, ветровите и суве дане, а прве снежне падавине обично се јављају у октобру. Зиме су хладне са температурама које могу пасти испод −40 °C (−40,0 °F) у јануару и фебруару, најхладнијим месецима. Просечна највиша у јануару је −21,7 °C (−7,1 °F), док је средња најнижа вредност −31,8 °C (−25,2 °F). У пролеће се температуре постепено загревају како дани постају дужи.

## Дивљи свет
Национални парк Вуд Бафало садржи велики број врста дивљих животиња, укључујући америчке црне медведе, америчке куне, белоглаве орлове, канадске рисове, велике сиве сове, јастребове, мрмоте, северноамеричке даброве, северозападне вукове, сиве соколове, риђе лисице, тетребове, пешчане ждралове, снежне зечеве, снежне сове, западне лосове, америчке ждралове, ждеравце, шумске бизоне и најсеверније светска популација црвеностраних змија, које формирају комуналне јазбине унутар парка. Гризли, пуме, дивљи коњи и мошусна говеда су забележени унутар и у близини парка.
Парк Вуд Бафало садржи једино природно станиште за гнежђење угроженог америчког ждрала. Познато је као Летњи опсег великих ждралова. Парк је класификован као Рамсарско подручје. Он је идентификован је кроз Међународни биолошки програм. Распон је комплекс суседних водних тела, пре свега језера и разних влажних подручја, као што су мочваре и тресаве, али обухвата и потоке и баре.
Године 2007, највећа дабровска брана на свету – дужине око 850 m (2.790 ft) – откривена је у парку помоћу сателитских снимака. Брана, која се налази на 58° 16.3′ N 112° 15.1′ W / 58.2717° С; 112.2517° З, око 200 km (120 mi) од Форт Чипевијана, а примећена је само сателитима и авионима са фиксним крилима од јула 2014. године.

### Хибридни бизон
Као што је већ поменуто, „шумски бизони“ у парку су хибридни потомци, производ уније са равничарским бизоном који су 1920-их пренети у парк из Националног парка Бафало. Равничарски бизони су били бројнији и утврђено је да су носиоци болести које су се усталиле међу бизонима у парку. То је, уз хибридизацију која је уследила, угрозило опстанак правог шумског бизона. Једна студија из 1995. открила је да постоје значајне разлике у морфологији између сваког стада у парку, која су развила различите степене хибридизације. Крдо на станици Свитграс у близини делте Пис-Атабаске, праћено равничарским стадом Слејв реке, сачувало је фенотип ближи оригиналном шумском бизону пре 1920-их. Они су вернији оригиналним типовима него очуваним стадима у Националном парку Елк острва и уточишту Макензи бизон.

## Галерија слика
- Положај НП Вуд Бафало
- Даброва брана у парку
- Мрмот
- Пајн Лејк